# Evans Mills
Evans Mills es una villa ubicada en el condado de Jefferson, estado de Nueva York, Estados Unidos. Tiene una población estimada, a mediados de 2021, de 626 habitantes.
Es parte del municipio de Le Roy (Nueva York).
Está integrada, en la práctica, con la vecina localidad de Fort Drum, sede de una base militar.

## Geografía
La localidad está ubicada en las coordenadas 44°5′13″N 75°48′28″O / 44.08694, -75.80778 (44.086978, -75.807761).

## Demografía
Según la Oficina del Censo, en 2000 los ingresos medios de los hogares de la localidad eran de $40,750 y los ingresos medios de las familias eran de $44,886. Los hombres tenían ingresos medios por $33,281 frente a los $21,641 que percibían las mujeres. Los ingresos per cápita para la localidad eran de $18,358. Alrededor del 13.4% de la población estaba por debajo del umbral de pobreza.
De acuerdo con la estimación 2017-2021 de la Oficina del Censo, los ingresos medios de los hogares de la localidad son de $47,344 y los ingresos medios de las familias son de $78,750. Alrededor del 19.4% de la población está por debajo del umbral de pobreza.